# Ivan Horvat (Leichtathlet)
Ivan Horvat (* 17. August 1993 in Osijek) ist ein kroatischer Leichtathlet, der sich auf den Stabhochsprung spezialisiert hat. Er war eine Zeit lang Inhaber des Landesrekordes.

## Karriere
Erste internationale Erfahrungen sammelte Ivan Horvat im Jahr 2009, als er bei den Jugendweltmeisterschaften in Brixen mit übersprungenen 4,80 m den achten Platz belegte und anschließend beim Europäischen Olympischen Jugendfestival (EYOF) in Tampere mit 4,75 m die Silbermedaille gewann. Im Jahr darauf belegte er bei den erstmals ausgetragenen Olympischen Jugendspielen in Singapur mit 4,70 m den achten Platz. 2011 scheiterte er bei den Junioreneuropameisterschaften in Tallinn an seiner Einstiegshöhe und im Jahr darauf gewann er bei den Juniorenweltmeisterschaften in Barcelona mit 5,55 m die Silbermedaille und nahm anschließend auch erstmals an den Olympischen Spielen in London teil, bei denen er aber mit 5,35 m in der Qualifikation ausschied.
2013 siegte er bei den Balkan-Hallenmeisterschaften in Istanbul mit einer Höhe von 5,60 m und anschließend schied er bei den Halleneuropameisterschaften in Göteborg mit 5,60 m in der Vorrunde aus. Daraufhin erreichte er bei den U23-Europameisterschaften in Tampere mit 5,20 m Rang zehn und gewann dann bei den Balkan-Meisterschaften in Stara Sagora mit 5,20 m die Silbermedaille, ehe er bei den Weltmeisterschaften in Moskau ohne eine überquerte Höhe in der Qualifikation ausschied. Im Jahr darauf gewann er bei den U23-Mittelmeermeisterschaften in Aubagne mit 5,42 m die Bronzemedaille und anschließend siegte er bei den Balkan-Meisterschaften in Pitești mit übersprungenen 5,30 m. 2015 gewann er bei den Balkan-Hallenmeisterschaften in Istanbul mit 5,30 m die Silbermedaille und anschließend wurde er bei den U23-Europameisterschaften in Tallinn mit 5,40 m Vierter. Daraufhin gewann er bei den Balkan-Meisterschaften in Pitești mit 5,50 m die Silbermedaille und belegte dann bei den Weltmeisterschaften in Peking mit 5,65 m im Finale den neunten Platz. Im Jahr darauf siegte er mit 5,50 m ein weiteres Mal bei den Balkan-Meisterschaften in Pitești und klassierte sich danach bei den Europameisterschaften in Amsterdam mit 5,30 m auf dem siebten Platz. Daraufhin nahm er erneut an den Olympischen Spielen in Rio de Janeiro teil und verpasste mit 5,30 m abermals den Einzug ins Finale.
2017 siegte er bei den Balkan-Hallenmeisterschaften in Belgrad mit neuem Landesrekord von 5,76 m und belegte anschließend bei den Halleneuropameisterschaften ebendort mit 5,75 m den siebten Platz. Bei den Balkan-Meisterschaften in Novi Pazar verteidigte er mit 5,50 m seinen Titel und schied dann bei den Weltmeisterschaften in London mit 5,45 m in der Qualifikation aus. Im Jahr darauf siegte er bei den Balkan-Hallenmeisterschaften in Istanbul mit 5,55 m und auch bei den Freiluftmeisterschaften in Stara Sagora siegte er mit 5,30 m, ehe er bei den Europameisterschaften in Berlin mit 5,36 m in der Vorrunde ausschied. 2019 gewann er bei den Balkan-Hallenmeisterschaften mit 5,30 m die Silbermedaille und schied anschließend bei den Halleneuropameisterschaften in Glasgow mit 5,35 m in der Qualifikation aus. 2020 scheiterte er bei den Balkan-Hallenmeisterschaften in Istanbul an der Anfangshöhe und gewann dann bei den Freiluftmeisterschaften in Cluj-Napoca mit 5,20 m die Silbermedaille. 2021 belegte er bei den Balkan-Hallenmeisterschaften mit 5,40 m den vierten Platz und wurde auch bei den Freiluftmeisterschaften in Smederevo mit 5,30 m Vierter. Im Jahr darauf gewann er bei den Balkan-Meisterschaften in Craiova mit 5,30 m die Silbermedaille hinter dem Slowenen Robert Renner und 2023 wurde er bei der 2. Liga der Team-Europameisterschaft im Rahmen der Europaspiele in Chorzów mit 5,40 m Erster. Anschließend gewann er bei den Balkan-Meisterschaften in Kraljevo mit 5,20 m die Bronzemedaille hinter dem Ukrainer Wladyslaw Malychin und Riccardo Klotz aus Österreich. Im Jahr darauf gewann er bei den Balkan-Hallenmeisterschaften in Istanbul mit 5,20 m die Bronzemedaille hinter dem Griechen Ioannis Rizos und Oleksandr Onufrijew aus der Ukraine. Ende Mai belegte er bei den Freiluft-Balkan-Meisterschaften in Izmir mit 5,00 m den sechsten Platz. Kurz darauf brachte er bei den Europameisterschaften in Rom in der Vorrunde keine Höhe zustande.
In den Jahren von 2009 bis 2012 sowie von 2014 bis 2020 und 2022 und 2023 wurde Horvat kroatischer Meister im Stabhochsprung im Freien sowie von 2012 bis 2016 und von 2018 bis 2022 und 2024 auch in der Halle.